# БМБ-2

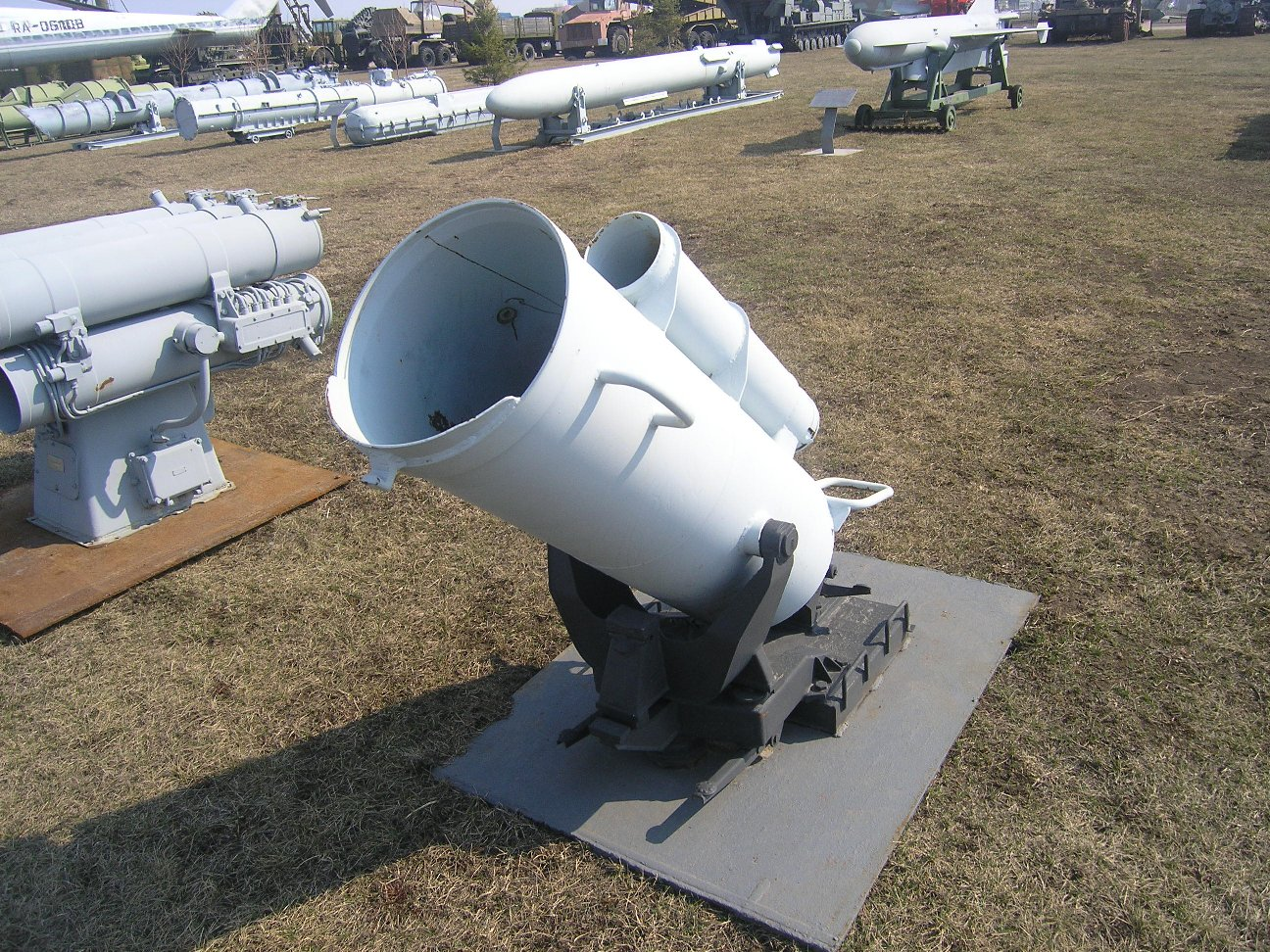
БМБ-2

БМБ-2 («большой морской бомбомёт 2») — советский бесшточный бомбомёт калибра 433 мм. Разработан в СКБ-101 (КБМ, ныне ФГУП «КБ машиностроения») под руководством Б. И. Шавырина, принят на вооружение флота в 1951 году. Бомбомёт позволял выстреливать по траверзу корабля большие глубинные бомбы на дальность 40, 80 и 110 м, что обеспечивало увеличение поражаемой площади бомбометания. Входил в состав противолодочного вооружения кораблей различных проектов. К моменту принятия на вооружение БМБ-2, данный вид вооружения уже устарел, поэтому они постепенно были заменены на более современные РБУ-2500.

## Характеристики
- Число бомб в залпе — 1[2];
- Тип бомбы — ББ-1 или БПС[2];
- Вес бомбомёта — 160 кг/138 кг (с ББ-1/ с БПС)[2].